# Sericopelma
Sericopelma là một chi nhện trong họ Theraphosidae.

## Các loài
Chi này gồm các loài:
- Sericopelma commune F. O. P.-Cambridge, 1897
- Sericopelma dota Valerio, 1980
- Sericopelma fallax Mello-Leitão, 1923
- Sericopelma ferrugineum Valerio, 1980
- Sericopelma generala Valerio, 1980
- Sericopelma immensum Valerio, 1980
- Sericopelma melanotarsum Valerio, 1980
- Sericopelma panamense (Simon, 1891)
- Sericopelma rubronitens Ausserer, 1875
- Sericopelma silvicola Valerio, 1980
- Sericopelma upala Valerio, 1980